# Eogastropoda
Die Eogastropoda sind eine Großgruppe der Schnecken, die heute meist als Unterklasse aufgefasst wird. Zu ihr werden die Taxa gestellt, die man gemeinhin als "Echte Napfschnecken" Patellogastropoda bezeichnet sowie die ausgestorbenen Euomphalida und eventuell die Neomphalida. Verglichen mit der anderen Unterklasse Orthogastropoda handelt es sich um den weitaus kleineren Teil der Arten der Schnecken.

## Geschichte
Ponder und Lindberg (1997) wiesen nach, dass die bisherige Großgruppe Prosobranchia innerhalb der Schnecken paraphyletisch ist. Nach den Regeln der Kladistik muss eine paraphyletische Gruppe aufgelöst und in monophyletische Gruppen unterteilt werden. Nach der kladistischen Analyse von Ponder und Lindberg 1997 können die Schnecken daher in zwei große Gruppen untergliedert, die Orthogastropoda und die Eogastropoda. Sie können im linneisch-hierarchischen Sinn als Unterklassen behandelt werden. Die Orthogastropoda beinhalten einen Teil der sogenannten Prosobranchia sowie die Opisthobranchia und die Pulmonaten. Die Unterklasse der Eogastropoda enthält ebenfalls einige Taxa, die vorher den Prosobranchia zugeordnet worden waren, aber auch die Gruppen, die man als "Echte Napfschnecken" (Patellogastropoda) bezeichnen kann. Außerdem werden zu den Eogastropoda einige ausgestorbene Gruppen gerechnet.

## Definition
Die Eogastropoda bzw. die Patellogastropoda sind nach Ponder & Lindberg (1997) durch folgende apomorphe Merkmale gekennzeichnet. Die Merkmale sind in den fossilen Gruppen meist nicht nachweisbar.
- die hintere Gehäuseerweiterung ist größer als die vordere oder seitliche Gehäuseerweiterung
- Der Protoconch ist vom Juvenilgehäuse abgesetzt
- die Schale weist eine foliate Mikrostruktur auf
- Blutgefäße verlaufen durch die Schalenmuskeln
- kein Propodium im Adultstadium
- einfache Nieren auf der rechten Seite des Pericardiums
- Kiefer aus zwei Loben, die dorsal verschmolzen sind
- die Anzahl der zahntragenden Knorpel (der Radula) sind von 3 oder mehr Paaren auf zwei Paare reduziert
- Nervensystem: Fußknoten um den Fuß angeordnet, wenige Verbindungen
- Statozysten dorsal (oder etwas versetzt nach hinten) über den Fußganglien.

## System
Im System der rezenten Schnecken entsprechen sich Eogastropoda und Patellogastropoda weitgehend. Die Eogastropoda unterscheiden sich nur dadurch, dass sie auch die ausgestorbene Ordnung Euomphalida mit beinhalten.
- Unterklasse Eogastropoda
  - Ordnung †Euomphalida de Koninck, 1881
    - Überfamilie †Euomphaloidea White, 1877
    - Überfamilie †Macluritoidea Carpenter, 1861
    - Überfamilie †Clisospiroidea Miller, 1889
    - Überfamilie †Loxonematoidea Koken, 1889
    - Überfamilie †Ophiletoidea Koken, 1907
    - Überfamilie †Straparollinoidea Wagner, 2002
    - Überfamilie †Trochonematoidea Zittel, 1895

  - Ordnung Patellogastropoda Lindberg, 1988
    - Überfamilie Patelloidea Rafinesque, 1815
    - Überfamilie Nacelloidea Thiele, 1891
    - Überfamilie Lottiodea Gray, 1840
    - Überfamilie Neolepetoidea McLean, 1990

Die Ordnung Neomphalida McLean, 1981 wird von manchen Autoren ebenfalls zu den Eogastropoda gestellt. Bouchet und Rocroi (2005) führen die Gruppe dagegen als Überfamilie unter den Vetigastropoda auf.